# 34 (عدد)
34 (أربع وثلاثون) هو عدد صحيح  يلي العدد 33 ويسبق العدد 35 وهو عدد طبيعي موجب.